# Chéry-Chartreuve
Chéry-Chartreuve je francouzská obec v departementu Aisne v regionu Hauts-de-France. V roce 2011 zde žilo 339 obyvatel.

## Sousední obce
Bazoches-sur-Vesles, Bruys, Coulonges-Cohan, Dravegny, Mareuil-en-Dôle, Mont-Notre-Dame, Mont-Saint-Martin, Saint-Thibaut, Seringes-et-Nesles

## Vývoj počtu obyvatel
Počet obyvatel 